# 中年
中年（ちゅうねん）とは、成人として中くらいの年齢であり概すると40代以降または40歳から65歳が該当するとされる世代の年齢である。ミドル、おじさん、おばさん、朱夏（しゅか）とも。

## 定義
NHK放送文化研究所が実施したアンケートによると中年は40歳から50代なかばぐらいまでとしている。
内閣府では40歳から64歳までの世代を中高年層とし、その層を対象にしたひきこもりの調査を行なっている。博報堂生活総合研究所の長期時系列調査「生活定点」の2020年の「おじさん」とは、何歳くらいからを指すと思うか。というアンケート調査では平均して43.24歳からがおじさんだと思うという調査の内容になっている。
主要な国語辞書においても広辞苑第6版では40歳前後の頃の年齢、新潮現代国語辞典第2版では40歳前後あるいは40歳代の年齢、新選国語辞典第9版（小学館）では40歳前後から50代に掛けての年齢、岩波国語辞典第7版（岩波書店）では40歳ぐらいから50歳の半ばぐらいの年齢、集英社国語辞典第3版（集英社）では青年と老年の間の年齢は40歳前後から50歳代後半ぐらいまでの年齢、三省堂国語辞典第7版（三省堂）では50代の半ばから60代の前期に掛けての年齢としており明確な年齢では表現するのが容易くないのが現状である。

### 高年齢者雇用安定法における定義
「高年齢者等の雇用の安定等に関する法律」（略称：高年齢者雇用安定法）において、45歳以上の者を「中高年齢者」、55歳以上の者を「高年齢者」という。